# Papa Gallo Thiam

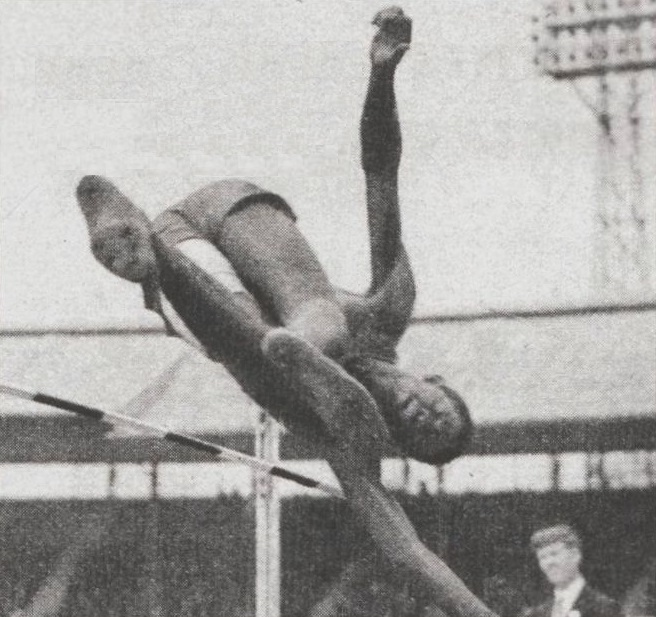
Pape Gallo Thiam vers 1950.

Papa Gallo Thiam, de son vrai nom Pape Gallo Thiam (né le 24 janvier 1930 à Dakar et mort le 15 janvier 2001 à Paris) est un athlète français d'origine sénégalaise de 1,88 m pour 66 kg, spécialiste du saut en hauteur.

## Biographie
Papa Gallo Thiam naît le 26 janvier 1930 à Dakar. Il fait ses études au lycée Lamine Gueye de Dakar.
En 1948, Pape Gallo Thiam termine deuxième des championnats de France d'athlétisme derrière le casablancais Georges Damitio avec un saut à 1,90 m - tout en gagnant la même année le Challenge André-Pernot du meilleur athlète junior, avec un saut de 1.93 m cette fois-, mais il n'est pas sélectionné pour les Jeux olympiques de Londres en raison de son jeune âge (il est alors encore lycéen à Dakar, et non licencié). Il établit un nouveau record de France en octobre 1949 à Pau avec 1,99 m alors qu'il est toujours junior. L'année suivante, il passe 2,03 m et devient le deuxième athlète français à franchir la barre des 2 mètres après Georges Damitio et ses 2,02 m en 1949. Grâce à cette performance, Thiam est désigné Champion des champions français 1950 par le journal L’Équipe. En 1951, il est médaillé d'argent aux 1ers Jeux méditerranéens de l'histoire (avec un bond de 1,90 m, derrière un autre français, Georges Damitio son principal rival au niveau national). Blessé en 1952, il doit renoncer à sa participation aux Jeux olympiques d'Helsinki la même année.
Il est Champion de France en 1950 sous les couleurs du FFS Dakar (licence effective de 1949 à 1950), puis en 1954 et 1955 avec le Paris UC. Il bat par deux fois le record national de saut en hauteur, en rouleau costal. En 1956, toujours au PUC, il termine encore troisième du championnat avec un saut de 1,94 m, derrière Lo Ousmane de la J.A. Dakar et Fournier, tous deux à 1,97 m. En cette année, il compte un total de 23 sélections nationales.
Pape Gallo Thiam est membre du Comité olympique sénégalais (COS) dès sa création en 1961; il est élu ensuite secrétaire général en 1979. Il exerce par ailleurs la fonction de Président de la Fédération sénégalaise d'athlétisme de 1969 à 1993, et est membre de la Confédération africaine d'athlétisme.
Ingénieur diplômé de l'École spéciale des travaux publics de Paris, il fonde à Dakar l'Entreprise générale africaine des travaux publics, après avoir durant deux ans travaillé dans un bureau d'études niçois et être revenu dans son pays natal en 1961. Durant sa carrière professionnelle, il collabore ainsi à la création de la banque centrale de Dakar, et aux bâtiments servant aux expositions de la foire de Dakar.
Il est le cousin germain du premier ministre sénégalais Habib Thiam, et père de cinq enfants.

## Palmarès
- Record de France en 1949 (1,99 m), et 1950 (2,03 m);
- Médaille d'argent aux Jeux Méditerranéens, en 1951;
- Championnats de France, en 1950, 1954 et 1955;
  -  Championnats de France, en 1948, 1949 et 1951;
  -  Championnats de France, en 1956.

## Vidéographie
- Champions de France - Papa Gallo Thiam, série Champions de France, film-portrait raconté par Rachida Brakni, co-réalisé par Pascal Blanchard et Rachid Bouchareb 2016, 2 minutes[voir en ligne]